# Martin Lundström
Martin Lundström (Tvärliden, 1918. május 30. – Umeå, 2016. június 30.) kétszeres olimpiai aranyérmes svéd sífutó.

## Pályafutása
Az 1948-as St. Moritz-i téli olimpián aranyérmet nyert 18 km-es sífutásban és 4 × 10 km-es váltóban. Négy évvel később, az oslói olimpián pedig bronzérmes lett 4 × 10 km-es váltóban társaival. 1950-ben a Lake Placid-i világbajnokságon aranyérmet szerzett szintén váltóban.

## Sikerei, díjai
- Olimpiai játékok
  - aranyérmes: 1948, St. Moritz – 18 km
  - aranyérmes: 1948, St. Moritz – 4 x 10 km, váltó
  - bronzérmes: 1952, Oslo – 4 x 10 km, váltó
- Világbajnokság
  - aranyérmes: 1950, Lake Placid – 4 x 10 km, váltó